# Флёрке, Герман
Герман Флёрке (нем. Hermann Flörke; 23 октября 1893 — 19 августа 1979) — немецкий офицер, участник Первой и Второй мировых войн, генерал-лейтенант, кавалер Рыцарского креста с Дубовыми листьями.

## Первая мировая война
1 сентября 1914 года — поступил на военную службу, фанен-юнкером (кандидат в офицеры), в пехотный полк. С ноября 1915 года — лейтенант, командир пехотного взвода. За время войны награждён Железными крестами обеих степеней и ещё двумя орденами. Был ранен.

## Между мировыми войнами
Продолжил службу в рейхсвере. К началу Второй мировой войны — командир пехотного батальона, подполковник.

## Вторая мировая война
В сентябре-октябре 1939 года участвовал в Польской кампании, награждён планками к Железным крестам обеих степеней (повторное награждение).
С февраля 1940 года — командир пехотного полка.
В мае-июне 1940 года участвовал во Французской кампании. С ноября 1940 года — полковник.
С 22 июня 1941 года участвовал в германо-советской войне.
В октябре 1942 года награждён Золотым немецким крестом.
С апреля 1943 года — командир 31-й пехотной дивизии. С июня 1943 — командир 14-й пехотной дивизии, генерал-майор. В декабре 1943 — награждён Рыцарским крестом, произведён в звание генерал-лейтенант.
В сентябре 1944 года награждён Дубовыми листьями к Рыцарскому кресту.
С 18 февраля 1945 года — командующий 66-м армейским корпусом (на Западном фронте). 21 апреля 1945 — взят в американский плен (в Рурском котле).

## Награды
- Железный крест 2-го класса (15 июня 1915) (Королевство Пруссия)
- Железный крест 2-го класса (27 августа 1917) (Королевство Пруссия)
- Королевский орден Дома Гогенцоллернов рыцарский крест с мечами (Королевство Пруссия)
- Ганзейский крест Гамбурга
- Нагрудный знак «За ранение» (1918) чёрный
- Почётный крест Первой мировой войны 1914/1918 с мечами (1934)
- Пряжка к Железному кресту 2-го класса (15 октября 1939)
- Пряжка к Железному кресту 1-го класса (21 мая 1940)
- Медаль «За зимнюю кампанию на Востоке 1941/42»
- Немецкий крест в золоте (23 октября 1942)
- Рыцарский крест Железного креста с дубовыми листьями
  - рыцарский крест (15 декабря 1943)
  - дубовые листья (№ 565) (2 сентября 1944)
- Упоминание в Вермахтберихт (19 ноября 1943)
- Орден «За заслуги перед Федеративной Республикой Германия» командорский крест (10 марта 1967)